# Герб Нордеште
Ге́рб Норде́ште — офіційний символ містечка Нордеште, Португалія. Використовується як територіальний герб. У срібному щиті чорна балка, в якій в ряд три червоно-золоті вогні. У главі щита яструб натурального кольору, що летить і тримає в лапах португальський щиток. Низ щита перетятий двома зеленими хвилястими смугами, у яких пливуть срібні риби — три у верхній смузі й дві у нижній. Щит увінчує срібна мурована містечкова корона з чотирма вежами.  Під щитом біла стрічка, на якій великими літерами напис португальською: «vila de Nordeste» (містечко Нордеште).  Офіційно затверджений 15 вересня 1937 року.  

## Галерея

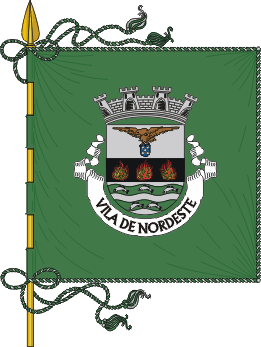
Прапор